# Ілячево
Іля́чево (рос. Илячево, башк. Иләс) — присілок у складі Хайбуллінського району Башкортостану, Росія. Входить до складу Новозірганської сільської ради.
Населення — 359 осіб (2010; 402 в 2002).
Національний склад:
- башкири — 100%